# Marienbasilika (Alexandria)

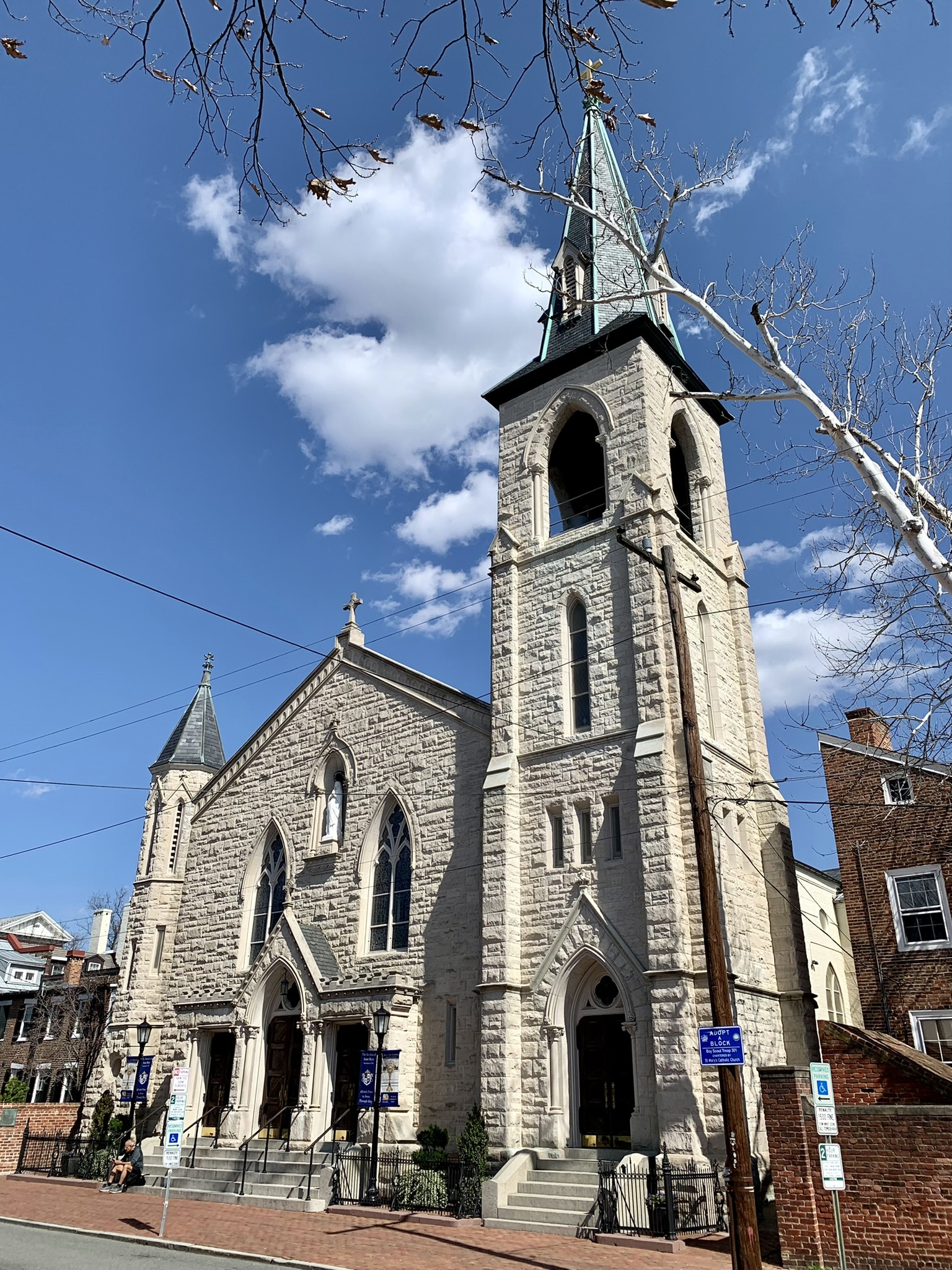
Marienbasilika

Die Marienbasilika (englisch Basilica of St. Mary) ist eine römisch-katholische Kirche im historischen Stadtteil Old Town von Alexandria im US-amerikanischen Bundesstaat Virginia. Die Pfarrkirche des Bistums Arlington trägt den Titel einer Basilica minor und ist die älteste römisch-katholische Kirche in Virginia.

## Vorgängerkirche
Am 17. März 1788 gab George Washingtons ehemaliger Adjutant, Oberstleutnant John Fitzgerald, in seinem Haus in Alexandria ein Abendessen für prominente Bürger aus Maryland und Virginia in der Hoffnung, Gelder für den Bau der ersten ständigen katholischen Kirchengemeinde in Virginia zu sammeln. Laut kirchlichen Aussagen soll es Belege geben, dass George Washington selbst einen Beitrag zu dem Fonds leistete, der heute etwa 1200 Dollar entspricht. Zwei Einzelpersonen erklärten sich bereit, der Kirche einen Teil des Grundstücks an der Church und South Washington Street, damals noch außerhalb der Stadtgrenzen von Alexandria, zu schenken.
Das erste Backsteingebäude, das an der Ecke Church und South Washington Street errichtet wurde, trug den Namen Church of Saint Mary. Der Grundstein für die Kapelle wurde 1795 gelegt, und die Arbeiten wurden 1796 fortgesetzt, wie aus Briefen von Erzbischof John Carroll von Baltimore hervorgeht.

## Heutige Kirche

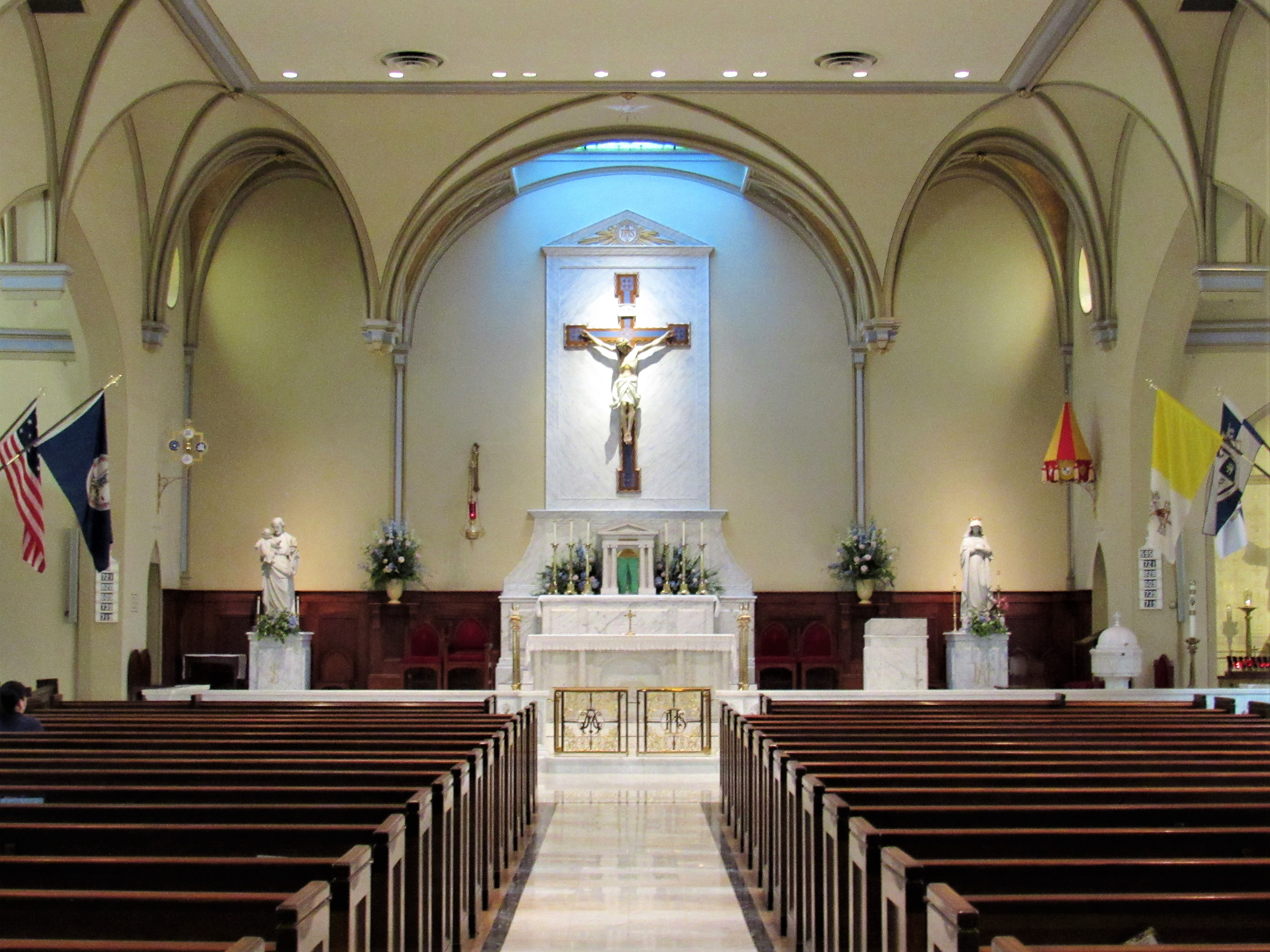
Innenraum

Im Jahr 1810 wurde für die neue Kirche ein Grundstück in der Nähe des Zentrums von Alexandria erworben. 1826 errichtete Pfarrer Joseph W. Fairclough den Altarraum und den größten Teil der heutigen Saalkirche. Umbauten und Erweiterungen folgten im 19. Jahrhundert. Die Kirchweihe erfolgte erst 1948. Sie wurde Mutterkirche für viele Missionskirchen der Region.
Die Fassade ist mit Bruchstein verkleidet und zeigt eine Marienstatue, seitlich erhebt sich der Glockenturm. Mit den schräg auf den Altar ausgerichteten Querschiffen hat die Kirche einen etwa kreuzförmigen Grundriss. Es wurden Buntglasfenster von zwei Münchener Herstellern eingesetzt, die die Heiligen Vinzenz von Paul, Birgitta von Schweden und Patrick von Irland sowie den Erzengel Michael darstellen. Über dem Eingang befindet sich eine Orgelempore. Die heutige Orgel wurde 1986 vom deutschen Orgelbauer Gebr. Oberlinger mit 17 Registern erstellt.
Am 6. Dezember 2017 ernannte Papst Franziskus die Pfarrkirche zu einer Basilika minor. Die Entscheidung wurde am 15. Januar 2018 bekanntgegeben, die feierliche Titelverleihung war am 8. September 2018.

## Friedhof
Auf dem dazugehörigen, aber weiter im Süden gelegenen Friedhof stand bis 1830 eine Kapelle. Er wurde 1795 angelegt und ist der älteste katholische Friedhof von Virginia. Auf ihm wurden seit 1799 auch Soldaten des Amerikanischen Unabhängigkeitskriegs sowie später des Bürgerkrieges beigesetzt, so unter anderen Louis-Joseph de Montcalm.